# Судар ваздухоплова у ваздуху
Судар ваздухоплова у ваздуху је удес или катастрофа у којој два или више ваздухоплова долазе у контакт један са другима, а оба су у лету. Како се овај догађај одиграва у ваздуху и при великим брзинама, готово у свим приликама за последицу има смрт или тешку телесну повреду једног или више лица у ваздухоплову или ван њега, уништење ваздухоплова, његово оштећење или оштећење у већем обиму имовине и лица.

## Могући узроци судара
Као најчешћи узрок судар ваздухоплова у ваздуху, који се наводе у многобројним извештајима комисија за испитивање катастрофа и удеса у ваздухопловству наводе се:
Смањење растојања између ваздухоплова
Ноправдано смањење растојања између ваздухоплова, које ескалира сударом - несрећом, дешава се увек кад се наруши прописано растојање између ваздухоплова. Смањење растојања може бити вертикално, хоризонтално или једно и друго. 
Грешке у комуникацији, навигацији и плану лета
Могућност настанка судар ваздухоплова у ваздуху повећава се услед погрешне комуникације или губитка комуникације, грешке у навигацији или значајних одступања од планова лета и издатих упутстава контроле летења (у ваздушним просторима без радарског покривања). 
Густина саобраћаја у ваздуху
Због велике густине саобраћаја и смањеног раздвајања у поређењу са осталим фазама лета. Овакви судари чешће се догађају у близини аеродрома. На ово може утицати и мали ваздушни простор, потенцијални проблеми земаљских операција, поготово током обављања ваздушног саобраћаја у летњој сезони, када су проблема и потенцијалне опасности израженији.
Непоштовање прописаних процедура
Посаде које игноришу и не прате упозорења аеродромске контроле летења, најчешће доводе до неефикасног избегавања судара, јер тиме угрожавју задњу линију одбране од опасности судара у ваздуху. Агенција ће овај проблем истаћи на националном нивоу и предузети све могуће мере предострожности како не би долазило до оваквих проблема и излагања ризицима. Агенција ће такође надгледати усклађеност са регулаторним одредбама за систем за избегавање судара ваздухоплова у ваздуху - АЦАС ИИ (ТЦАС ИИ).
Усложњавање услова лета
Ситуација у којој долази до усложњавања услова лета, доводи до немогућности да се летење даље одвија по раније одређеном плану, и једна је од опасности за удес ваздухоплова. Као најчешћи узроци наводе се:
- Летачки замор и џет лег
- Појава илузија у току лета
- Просторна дезоријентације
- Грешке у управљању ваздухопловом због;
- Непоштовање прописаних процедура у току лете и након ванредних ситуација
- Недовољна обученост и одсуство тренаже пилота,
- Неадекватна припрема за извршење планираног лета
- Неправилне употребе заштитне летачко опреме (кисеоничке маске, анти-Г и висинског одела)
- Злоупотреба алкохола, дувана, лекова, психофармака (дрога, седативи, психоактивне спустанце)
- Болест, акутно (нагло) погоршање здравља или рањавање у току лета.

Грешке у опслуживању ваздухоплова
- Непоштовање прописаних процедура и поступака одржавања, несавестан и немаран рад
- Уградња делови, опреме и материјала непознатог или сумњивог порекла;
- Непрецизни, нетачни или непотпуни подаци о одржавању и други поступци који могу довести до грешака у оржавању;
- Било који квар, отказ или оштећење земаљске опреме коришћене за тестирања или проверу ваздухопловних система и опреме кад захтевана уобичајена провера и процедуре провере нису јасно утврдиле проблем, кад то резултује опасном ситуацијом.

Време као метеоролошка појава.
Нагла непланирана промена времена праћена олујом и турбуленцијом може да утиче на управљање ваздухопловом и избегавање судара.

## Најчешћи узроци судара
Међународне организације за безбедност летења ЕЦАСТ и ЕАСА, на основу досадашњих извештаја идентификовали су и означили као главне узроке судара ваздухоплова: 
- неефикасност контроле летења,
- неодобрен улазак у ваздушни простор,
- непоштовање одобреног нивоа лета,
- грешке у латералној навигацији.

## Мере превенције
Смањење ризика од судара ваздухоплова у ваздуху може се постићи, подизањем свести о значају судара у ваздуху код летачког и земаљског особља, смањењем утицаја најважнијих узрока и увођењем допунских безбедносних процедура. Кључне области за побољшање превенције судара у ваздуху укључују:
- побољшан позитивна безбедност култура летења,
- увођење савремене опрема и сигурносних система у авиону,
- побољшана поузданости и доследност у пријему и слању информација., што може да обезбеди рано и поуздано слања упозорења, применом савремених информационих система у авиону,
- унапређење система у авиону који ће на време да упозори пилота на недоступности транспондера,
- побољшане АТЦ система и процедуре за управљањи надзор над ризичним ситуацијама.
- побољшање предвидљивости путање авиона, тако да се ризици могу предвидети и решити у ранијој фази лета, коришћењем МТЦД и сличних системе, и мањом интервенција АКЛ у управљању и одвајању ваздухоплова.